# Palayan
Palayan é um cidade de  quinta classe de renda da cidade (d) na província Nova Ecija, nas Filipinas. De acordo com o censo de 1 de maio  de  2020 possui uma população de 45 383 pessoas e 11 193 domicílios.